# Grote boompjesslak
De grote boompjesslak (Dendronotus europaeus) is een zeeslakkensoort uit de familie van de boompjesslakken. De wetenschappelijke naam van de soort werd in 2017 voor het eerst geldig gepubliceerd door Korshunova, Martynov, Bakken & Picton, toen deze soort werd afgesplitst van de Kleine boompjesslak (Dendrontus frondosus).

## Beschrijving
De grote boompjesslak lijkt sterk op zijn kleine soortgenoot de (kleine) boompjesslak, maar kan wel tot 80 tot 180 mm uitgroeien. Deze slak heeft onregelmatig vertakte cerata in twee rijen langs de lengte-plooien op zijkanten van lichaam. Op voorrand van de kop zijn onregelmatig vertakte aanhangsels zichtbaar. De basiskleur is semi-transparant grijswit met bruine tot roodbruine vlekken en strepen.